# Владимирович, Алексей Георгиевич
Алексе́й Гео́ргиевич Владимиро́вич (род. 30 января 1961) — российский краевед, ведущий специалист отдела экспертизы Санкт-петербургского государственного учреждения культуры и дополнительного образования «Институт культурных программ».
Автор ряда изданий по топонимике Петербурга, титульный автор Топонимической энциклопедии Санкт-Петербурга, ответственный секретарь «Нового топонимического журнала».
Лауреат Анциферовской премии.
Член Топонимической комиссии с 1991 года. Заявил о выходе в 2016 году в знак протеста против присвоения Г. Полтавченко наименования мост Ахмата Кадырова, но де-юре из состава комиссии не выходил. Является действующим членом Топонимической комиссии.